# Дзвели-Сакрамуло
Дзвели-Сакрамуло (груз. ძველი საკრამულო) — село в Грузии, в муниципалитете Душети края Мцхета-Мтианети. 

## География
Село расположено в северной части края, в 8 километрах по прямой к юго-востоку от центра муниципалитета Душети. Высота центра — 1040 метров над уровнем моря.

## Население
По данным переписи населения 2014 года, в селе проживало 32 человека.
| Год  | Население |
| ---- | --------- |
| 2002 | 42        |
| 2014 | 32        |